# Justine Johnstone
Justine Olive Johnstone (Mrs. Walter Wanger; 31 de enero de 1895 – 4 de septiembre de 1982) fue una actriz estadounidense de teatro y cine mudo reconvertida en patóloga. Trabajó bajo su nombre de casada y formó parte del equipo que desarrolló la moderna técnica del goteo intravenoso.

## Primeros años
Johnstone estudió en la Emma Willard School de Troy, Nueva York. El diario de una compañera de clase describe el asombro de sus compañeros por Johnstone y su carrera como actriz. Esta admiración hizo que sus compañeros la apodaran Ju-jo. Durante sus años escolares participó activamente en el club de teatro y actuó en la obra del último curso; fue redactora activa de Gargoyle; y miembro del equipo de baloncesto, del coro, de opereta y del coro. Durante su estancia en Emma Willard también ejerció brevemente de modelo.

## Carrera actoral
Johnstone actuó en tres espectáculos de Broadway entre 1911 y 1914, y luego abandonó el negocio para terminar sus estudios secundarios en la Emma Willard School de Troy, Nueva York. A su regreso a Broadway, se convirtió en una de las artistas favoritas de los productores Charles Dillingham y Florenz Ziegfeld, que la presentaron en las ediciones de 1915 y 1916 de Ziegfeld Follies. Lee Shubert creó para ella la revista musical de Broadway de 1917 Over the Top, que contó con Fred Astaire y su hermana Adele Astaire en sus debuts en Broadway. En 1926, se retiró de la actuación para dedicarse a su vida privada. Johnstone se casó con el productor cinematográfico Walter Wanger el 13 de septiembre de 1919. Se divorciaron en 1938, y ella conservó su apellido de casada. Tras su divorcio, adoptó dos hijos.[cita requerida]

## Carrera medicinal
Cuando el esposo de Johnstone enfermó en 1927, su médico, Samuel Hirschfeld, la convenció para que se matriculara en cursos de ciencias en la Universidad de Columbia, donde estudió investigación sobre plantas. Su trabajo impresionó tanto a Harold T. Hyman, director del departamento de ciencias de Columbia, que él y Hirschfeld la contrataron para trabajar con ellos en sus investigaciones. En 1929 se incorporó a la plantilla del College of Physicians and Surgeons como ayudante de investigación en el departamento de farmacología.
Fue coautora con ellos de un artículo sobre el desarrollo de la unidad intravenosa moderna. Su principal avance consistió en ralentizar el ritmo de administración y evitar lo que entonces se conocía como "shock de velocidad" mediante la introducción de la técnica de goteo, hoy omnipresente. Los tres también llevaron a cabo numerosos experimentos que condujeron a la cura de la sífilis.
Durante su estancia en Columbia, Johnstone fue coautora (con un tal Dr. Blackberg) de otros dos trabajos publicados. Uno trataba de la organización de las medidas de reanimación; el otro, de la melanuria.
Más tarde, Johnstone y su esposo se trasladaron a Los Ángeles, donde, como ayudante de investigación de médicos, estudió el cáncer y ayudó a desarrollar la disciplina de la endocrinología. Para facilitar sus investigaciones, instaló un laboratorio en su casa de Hollywood.

## Muerte
Justine Wanger falleció en Santa Mónica, California, a los 87 años de edad, a causa de una insuficiencia cardíaca congestiva. Sus restos mortales se encuentran en el Chapel of the Pines Crematory.

## Producciones teatrales
- Watch Your Step (1914) como Estelle
- Ziegfeld Follies of 1915 (1915)
- Stop! Look! Listen! (1915) como Mary Singer
- Ziegfeld Follies of 1916 (1916)
- Betty (1916) como Chicquette
- Oh, Boy (1917) como Polly Andrus
- Over the Top (1917)
- Hush Money (1926) como Kathleen Forrest

## Filmografía
- The Crucible (1914) (como Justina Johnstone) como Amelia (película perdida)
- Nothing But Lies (1920) como Ann Nigh
- Blackbirds (1920) como condesa Leonie (película perdida)
- The Plaything of Broadway (1921) como Lola
- Sheltered Daughters (1921) como Jenny Dark (película presumiblemente perdida)
- A Heart to Let (1921) como Agatha (película perdida)
- Moonlight and Honeysuckle (1921) (sin acreditar) en un papel secundario (película perdida)
- Survivre (1923) como Viviane Termoise
- Never the Twain Shall Meet (1925) como Maisie Morrison (película perdida)

## Trabajos publicados
- Hirshfeld, Samuel; Hyman, Harold T.; Wanger, Justine (1931). «Influence of Velocity on the Response to Intravenous Injections». Archives of Internal Medicine 47 (2): 218-228. doi:10.1001/archinte.1931.00140200095007.
- Blackberg, S. N.; Wanger, Justine (1932). «Studies in Revivification – Organization of Resuscitation Measures». The American Journal of the Medical Sciences 183 (2): 241. doi:10.1097/00000441-193202000-00010.
- Blackberg, S. N.; Wanger, Justine (1933). «Melanuria». Journal of the American Medical Association 100 (5): 334-336. doi:10.1001/jama.1933.02740050030009.